# ArrDee
ArrDee, pseudonimo di Riley Davies (Brighton, 17 settembre 2002), è un rapper britannico.
Attivo dal 2021, l'artista ha raggiunto la popolarità grazie alla sua partecipazione al remix ufficiale della hit globale Body. Ha successivamente ottenuto varie top 10 nella classifica singoli britannica. Nel marzo 2022 ha pubblicato il mixtape di debutto Pier Pressure.

## Biografia
Dopo un esordio nel mondo del lavoro in qualità di magazziniere per Amazon, Davies ottiene un contratto discografico con Island Records nel 2021 grazie all'attenzione generata attraverso video pubblicati su YouTube. Nell'aprile 2021 fa il suo debutto musicale partecipando al remix ufficiale di Body di Russ Millions e Tion Wayne: il suo verso ottiene una forte popolarità su TikTok, contribuendo dunque al successo commerciale del singolo. 
Nel giugno successivo pubblica il suo primo singolo da solista Oliver Twist, che raggiunge la sesta posizione nella classifica britannica e ottiene la certificazione "oro" in UK. Il singolo fa parte inoltre della colonna sonora di FIFA 22. Sempre nel 2021 collabora con Tion Wayne in Wid It e Digga D in Wasted: i brani raggiungono rispettivamente le posizioni 19 e 6 nella classifica britannica. Wasted viene inoltre certificata argento in Gran Bretagna. Nel corso dell'estate successiva si esibisce durante il Live Wireless 2021.
Nel novembre 2021 pubblica il singolo Flowers (Say My Name), sia in versione solista che con il rapper Lil Tecca: il brano raggiunge la posizione 5 nella classifica britannica e viene certificato oro. Nel dicembre 2021 si esibisce durante il Jingle Bell Ball organizzato da Capital FM. Nel primo trimestre del 2022 pubblica i singoli War con Aitch e Come & Go da solista, raggiungendo rispettivamente le posizioni 6 e 16 in UK.. Nel marzo 2022 pubblica il suo primo mixtape Pier Plessure, sia in formato fisico che in formato digitale. Il progetto debutta alla numero 2 nella classifica album britannica.

## Discografia

### Mixtape
- 2022 – Pier Pressure

### Singolo
- 2021 – Oliver Twist
- 2021 – Jiggy (Whiz)
- 2021 – Wid It (con Tion Wayne)
- 2021 – Flowers (Say My Name) (da solista o con Lil Tecca)
- 2022 – War (con Aitch)
- 2022 – Come & Go

### Collaborazioni
- 2021 – Body (Remix) (Russ Millions e Tion Wayne feat ArrDee, E1 & ZT, Bugzy Malone, Fivio Foreign, Buni & Darkoo)
- 2021 – Wasted (Digga D feat. ArrDee)